# 글로벌 정책
글로벌 정책은 더럼 대학에 근거한 학술지로, Wiley-Blackwell과 함께 발행된 "아이디어와 정책이 만나는 곳"에 초점을 맞추고 있다.
이 저널은 2010년 3월 22일 월요일 런던의 경제 정치 대학원에서 열린 제4차 세계 정책 네트워크 회의에서 베이징과 브뤼셀에서 거의 동시에 실시되는 발사 행사와 함께 발간되었다. 1일 간 열린 이번 회의의 주제는 글로벌 도전:글로벌 임팩트 편집 국장은 데이비드 홀드, 에바 마리아 나그스, 다니 로드릭이 차지했다.
첫번째 이슈는 영국 개발 장관 더글라스 알렉산더, 데이비드 페트라이어스 장군, 미국 중부 군의 사령관, 메리 칼도르와 이안 골딘 그리고 옥스포드 대학의 티파니 보겔에 의한 기사들이었다.

그 잡지의 초판은 6개의 주요 초점을 정의한다
1. 전 세계적으로 관련된 위험과 집단 행동 문제
2. 국제정책 조정
3. 글로벌 거버넌스 규범 이론
4. 국가적 차원에서 '블록 레벨'정책 결정으로의 변화
5. 단극에서 다극화 지배 구조로의 전환
6. 글로벌 거버넌스의 혁신[4]

저널 인용 보도에 따르면 이 잡지는 2014년 영향 인자 0.603으로 "정치 과학"분야 161개 저널 중 95번째,"국제 관계"분야 85개 저널 중 49번째 저널이다.